# Merry Xmas Everybody
Merry Xmas Everybody (Original-Schreibweise: Merry Xmaƨ Everybody) ist ein Song der britischen Rockband Slade, der 1973 als Non-Album-Single veröffentlicht wurde. Der Song wurde von Leadsänger Noddy Holder und Bassist Jim Lea geschrieben und von Chas Chandler produziert. Es war die sechste und letzte Nummer-eins-Single der Band in Großbritannien. Der Song erreichte im Dezember 1973 den ersten Platz der UK-Weihnachts-Charts und schlug damit I Wish It Could Be Christmas Everyday von Wizzard, der den vierten Platz erreichte. Er blieb neun Wochen lang – bis Februar 1974 – in den Charts.
Auf dem Höhepunkt der Popularität der Band veröffentlicht, verkaufte sich Merry Xmas Everybody bei seiner ersten Veröffentlichung über eine Million Mal und ist damit die mit Abstand meistverkaufte Single von Slade. Sie wurde in jedem Jahrzehnt seit 1973 erneut veröffentlicht und von zahlreichen Künstlern gecovert. Die Single wurde im Dezember 1980 von der BPI mit UK-Platin ausgezeichnet. Seit 2007 und dem Aufkommen von Downloads, die für die britischen Singlecharts zählen, ist sie jeden Dezember erneut darin vertreten. Bis Dezember 2019 hat sich das Lied in Großbritannien 1,32 Millionen Mal verkauft.
In einem britischen Fernsehspecial auf ITV im Dezember 2012 wurde Merry Xmas Everybody auf den dritten Platz (hinter Fairytale of New York and I Wish It Could Be Christmas Everyday) der beliebtesten Weihnachtstitel gewählt. Im Jahr 2009 schätzte die britische Verwertungsgesellschaft PRS for Music, dass bis zu 42 Prozent der Weltbevölkerung den Song gehört haben könnten.

## Geschichte und Hintergrund

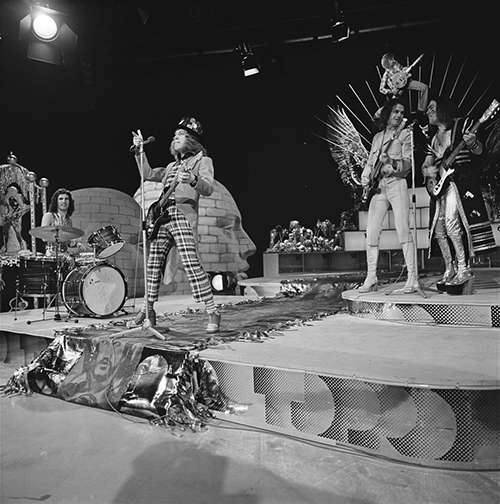
Slade (1973)

### Entstehung von Musik und Text
1973 waren Slade eine der populärsten Bands in Großbritannien. Sie veröffentlichte innerhalb von drei Monaten zwei Nummer-Eins-Singles, Cum On Feel The Noize und Skweeze Me Pleeze Me. Diese Singles waren beide direkt auf Platz eins der Charts eingestiegen, was seit den Beatles mit Get Back im Jahr 1969 nicht mehr vorgekommen war. Im Laufe des Jahres schlug der Manager Chas Chandler vor, dass Slade einen Weihnachtssong schreiben und aufnehmen sollte. Einem Interview mit Jim Lea aus dem Jahr 2016 zufolge waren die anderen Bandmitglieder anfangs gegen die Idee, er habe jedoch beim Duschen die Melodie für die Strophen komponiert. Für den Refrain griff Lea auf einen älteren, 1967 verworfenen Song zurück, als die Band noch ’N Betweens hieß. Er trug den Titel Buy Me a Rocking Chair und war Holders erstes Solowerk.
In einem Gespräch mit dem Record Mirror im Jahr 1984 erzählte Lea:

„Nod hatte den Refrain des Songs 1967 geschrieben. Damals ging es um Flower Power und Sgt. Pepper und Nod hatte diese Melodie geschrieben. Die Strophe war blöd, aber dann kam er zum Refrain und sagte: ‚Buy me a rocking chair to watch the world go by, buy me a looking glass, I’ll look you in the eye‘ – sehr Sgt. Pepper. Ich benutze keine Kassettenrekorder, ich erinnere mich einfach an alles, und wenn etwas vor 10 oder 15 Jahren geschrieben wurde, bleibt es in meinem Kopf hängen. Ich habe diesen Refrain nie vergessen, und ich stand irgendwo in Amerika unter der Dusche und dachte – Bob Dylan, Bob Dylan – und plötzlich kam „are you hanging up the stocking on the wall“ und ich dachte, das passt zu dem Refrain, den Nod ’67 gemacht hat. Also rief ich Nod an und fragte, wie es wäre, einen Weihnachtssong zu machen, und er sagte: ‚In Ordnung‘, also spielte ich ihn ihm vor und das war’s.“

Nach einem durchzechten Abend soll Holder die Nacht im Haus seiner Mutter in Walsall durchgearbeitet haben, um den Text in einem Entwurf fertigzustellen.
Holder legte den Text Lea vor, und die beiden spielten Chandler den Song auf akustischen Gitarren vor. Slade begab sich daraufhin auf eine ausverkaufte Tournee. Im Juli 1973, zehn Wochen bevor der Song aufgenommen wurde, wurde der Schlagzeuger Don Powell bei einem Autounfall schwer verletzt. Seine Freundin Angela Morris kam dabei ums Leben, und Powell lag fast eine Woche lang im Koma. Nach sechswöchigem Hospitalaufenthalt konnte er das Schlagzeugspiel wieder aufnehmen und mit der Band auf US-Tournee gehen.

### Aufnahme
Der Song wurde im Spätsommer 1973 während Slades Ostküsten-Tournee im New Yorker Studio Record Plant aufgenommen, wo John Lennon gerade die Arbeit an seinem Album Mind Games beendet hatte. Die Fertigstellung dauerte fünf Tage, aber die Band war mit der ersten Version nicht zufrieden. Sie wurde schließlich neu aufgenommen, wobei man den Refrain in einem Korridor spielte, da er ein angemessenes Echo bot.
In einem Interview mit dem Record Mirror von 1984 erinnerte sich Lea an die Aufnahme des Songs:

“We recorded it in the Record Plant in New York which is on top of a skyscraper. We said we needed an echoey room but in those days nobody went for this big, big sound that they're all into now. These engineers thought we were mad, they're going 'no man, you know the Eagles, a very tight sound, Hotel California and all that pinging out of the speakers at you. I said what about the hallway downstairs and they went ‘we can't use the hallway, there’s all these businessmen walking through for the other offices’. Anyway we ran lines down to the hallway and there we were in September singing ‘so here it is merry Xmas’ and we were totally unknown over there and people thought we were mad.”

„Wir nahmen ihn in der Record Plant in New York auf, die sich auf einem Wolkenkratzer befindet. Wir sagten, wir bräuchten einen echoreichen Raum, aber damals wollte niemand diesen großen, fetten Sound, auf den sie jetzt alle stehen. Die Techniker dachten, wir wären verrückt, sie sagten: ‚Nein, Mann, du kennst doch die Eagles, ein sehr dichter Sound, Hotel California und all das, was dir aus den Lautsprechern entgegenschallt.‘ Ich fragte, was mit dem Flur unten sei, und sie sagten: ‚Wir können den Flur nicht benutzen, da laufen all diese Geschäftsleute durch, die zu den anderen Büros wollen.‘ Wie auch immer, wir zogen Kabel runter in den Flur und da standen wir nun im September und sangen ‚so here it is merry Xmas‘ und wir waren dort völlig unbekannt und die Leute dachten, wir wären verrückt.“

Jim Lea erinnerte sich 2018, dass die eigentliche Aufnahme nicht geprobt wurde. Schlagzeuger Don Powell litt aufgrund seines Unfalls unter Gedächtnisstörungen, er konnte sich nur an ältere Stücke erinnern, nicht an das aktuelle. Die Aufnahme erfolgte also nicht live im Zusammenspiel der Band, sondern jede Tonspur einzeln – wobei Jim Lea Bass, Akustikgitarre, Klavier und Harmonium spielte, Dave Hill die E-Gitarre. Tontechniker Dennis Ferrante mischte den Song schließlich ab.

### Besetzung
Slade

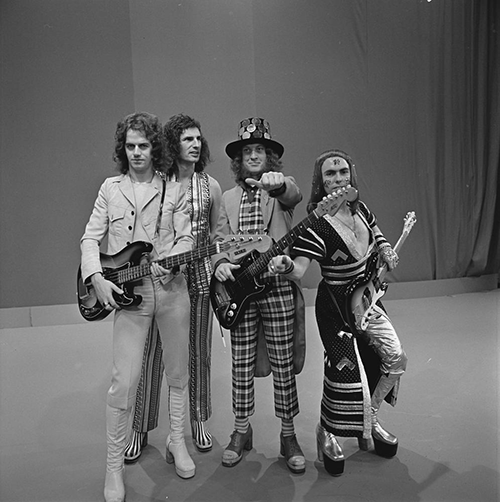
Slade (1973)

- Noddy Holder – Leadsänger, Rhythmusgitarre
- Dave Hill – Leadgitarre, Begleitgesang
- Jim Lea – Bass, Harmonium, Begleitgesang
- Don Powell – Schlagzeug

Weitere Mitwirkende
- Chas Chandler – Produktion
- Dennis Ferrante – Tontechnik

## Musik und Text

### Melodie und Arrangement
Merry Xmas Everybody beginnt mit einem siebensekündigen Intro, gespielt von einem Harmonium (das von John Lennon geborgt worden sein soll) und einem Bass unter Verwendung eines B-Dur-Dreiklangs. Danach beginnt die erste Strophe in G-Dur. Es folgt die Bridge und dann der Refrain. Diese Sequenz wird einmal wiederholt, und es folgt ein von Holder gesungener Solopart. Die erste Sequenz wird dann wiederholt, wobei der letzte Refrain viermal gesungen wird. Bei der letzten Wiedergabe schreit Holder nach der Zeile „Everybody’s having fun“ und über den Rest des Refrains „It’s Christmas!!!“. Im letzten Teil wird das Tempo zurückgenommen; er klingt zu einem vom Harmonium gespielten D-Dur-Akkord aus.
Dass im Refrain deutliche Anklänge an die Beatles zu bemerken sind, ist dem Entstehungszeitpunkt (1967) der Melodie geschuldet – als „alle wie Sgt. Pepper klingen wollten“.

### Text

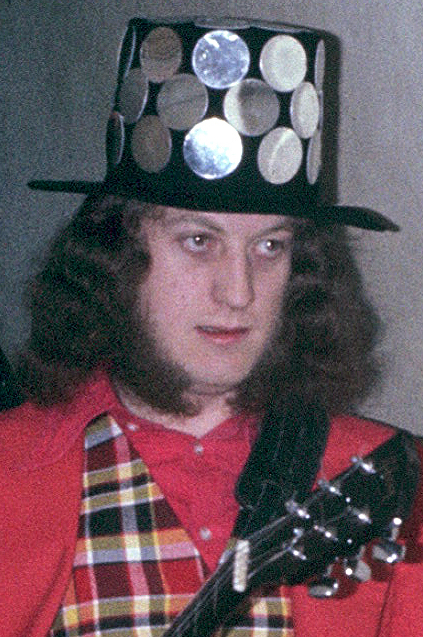
Noddy Holder (1973)

Das Stück besteht aus drei ungleich langen Strophen (fünf, vier, vier Zeilen), deren Zeilen überwiegend als Fragen formuliert sind. Nach der ersten und zweiten Strophe folgt jeweils einmal der Refrain, danach ein kurzes dreizeiliges Intermezzo – das von Holder gesungene Solo „What will your daddy do/when he sees your mamma kissin' Santa Claus“ –, die dritte Strophe und schließlich die viermalige Wiederholung des Refrains.
Inhaltlich arbeiten sich die Fragesätze an typischen Weihnachtssituationen aus der Kindheit entlang, allerdings mit einigen grob-sarkastischen oder auch augenzwinkernden Untertönen:

“Does he [Santa Claus] ride a red nosed reindeer?

Does he turn up on his sleigh

Do the fairies keep him sober for a day?”

„Reitet er ein rotnasiges Rentier?

Kommt er hoch auf seinen Schlitten?

Schaffen die Feen es, ihn für einen Tag nüchtern zu halten?“

Die zweite Strophe ist etwas ernsthafter:

“Are you waiting for the family to arrive?

Are you sure you got the room to spare inside?”

„Wartest du, dass die Familie ankommt?

Bist du sicher, dass du genug Platz hast?“

Hier scheint durch, was häufig als einer der Gründe für die Popularität des Songs genannt wird. 1973 war ein extremes Krisenjahr in Großbritannien: Ölkrise, hohe Inflation, Streiks im Kohlebergbau auf der einen Seite, extreme Sparmaßnahmen der Regierung auf der anderen Seite drückten auf die Stimmung. Mitte Dezember kündigte Premierminister Edward Heath die Dreitagewoche für kommerziellen Stromverbrauch an, es gab Stromabschaltungen und Treibstoffdefizite, so dass die Menschen teilweise nicht wussten, ob sie Weihnachten genug Benzin im Tank haben würden, um zu ihren Familien zu fahren. Sogar die Beleuchtung von Weihnachtsbäumen im öffentlichen Raum stand zeitweise auf der Kippe.
Slades „Arbeiterklassen-Glamour“ hielt dagegen mit diesen optimistischen Zeilen im Refrain an:

“So here it is merry Christmas

Everybody’s having fun

Look to the future now

It’s only just begun”

„So hier kommt frohe Weihnacht

Alle haben Spaß

Schau jetzt in Richtung Zukunft

Sie hat gerade erst begonnen“

Ein BBC-Kommentar beschrieb den Song als Beispiel für die typische Fähigkeit der Menschen in Großbritannien, sich von Musik in düsteren Zeiten der Austerität aufmuntern zu lassen.

## Veröffentlichung und Erfolge

### Kritische Rezeption
Nach der Veröffentlichung schrieb die britische Musik-Wochenzeitschrift Record Mirror: „Wenn Slade einen Weihnachtssong in die Hände bekommen, ist es zwangsläufig etwas anderes. Holder und Lea, das bekannte Melodienschmiede-Duo, hier mit einem sanfteren, melodischeren, weniger rumpeligen, garantierten Nummer-eins-Song als sonst.“ Die Musik-Wochenzeitschrift Disc kommentierte: „Zweifellos wird dieses Stück festlicher Fröhlichkeit ein riesiger Monsterhit: Die Hauptfrage ist, ob es direkt auf Platz eins landen wird …“ Sounds schrieb: „Noddy ist besonders gut bei Stimme und es gibt auch ein paar supernette, pochende Bässe.“ Melody Maker beschrieb den Song als „einen weiteren Stampfer“ und „sehr tanzbar“.

### Erst- und Wiederveröffentlichungen
Anstelle eines Promovideos konzentrierte die Band sich auf Fernsehauftritte über die Weihnachtszeit, etwa in Top of the Pops, The Les Dawson Christmas Show und Lift Off with Ayshea.
Die ursprüngliche B-Seite der Single war Don’t Blame Me, das später als Albumtitel auf dem 1974er Album Old New Borrowed and Blue erschien. Lea erinnerte sich 1979 in einem Fanclub-Interview, dass die Auswahl für die B-Seite völlig zufällig und durch das Produktionsbüro geschah, während die Band auf US-Tournee war.
1985 wurde der Song erstmals in einer erweiterten Remixversion von Lea und Peter Hammond auf einer 12-Zoll-Vinylschallplatte veröffentlicht. 1989 wurde der Song erstmals als CD-Single veröffentlicht, von der in Großbritannien 15.000 Exemplare verkauft wurden. Im selben Jahr sampelte Jive Bunny and the Mastermixers das Stück für ihren Song Let’s Party. Dieser erreichte Platz eins in Großbritannien und war auch in ganz Europa ein Erfolg.
Am 22. Dezember 1983 spielte die Band den Song erneut bei Top of the Pops und im niederländischen Fernsehen, während sie ihre aktuelle Single My Oh My promotete. 1985 spielten Holder und Lea eine kurze akustische Version in der britischen Show Razamatazz, während sie die Single Do You Believe in Miracles promoteten. Die Band mimte den Song 1991 bei Pebble Mill at One, während sie die letzte Single Universe promotete.

### Chartplatzierungen
Slade

| Periode   | Höchstplatzierung, GesamtwochenChartplatzierungen (Periode, Platzierungen, Wochen) | Höchstplatzierung, GesamtwochenChartplatzierungen (Periode, Platzierungen, Wochen) | Höchstplatzierung, GesamtwochenChartplatzierungen (Periode, Platzierungen, Wochen) | Höchstplatzierung, GesamtwochenChartplatzierungen (Periode, Platzierungen, Wochen) |
| Periode   | DE                                                                                 | AT                                                                                 | CH                                                                                 | UK                                                                                 |
| --------- | ---------------------------------------------------------------------------------- | ---------------------------------------------------------------------------------- | ---------------------------------------------------------------------------------- | ---------------------------------------------------------------------------------- |
| 1973/74   | DE4 (11 Wo.)DE                                                                     | —                                                                                  | —                                                                                  | UK1 (9 Wo.)UK                                                                      |
|           |                                                                                    |                                                                                    |                                                                                    |                                                                                    |
|           |                                                                                    |                                                                                    |                                                                                    |                                                                                    |
| 1980/81   | —                                                                                  | —                                                                                  | —                                                                                  | UK70 (2 Wo.)UK                                                                     |
| 1981/82   | —                                                                                  | —                                                                                  | —                                                                                  | UK32 (4 Wo.)UK                                                                     |
| 1982/83   | —                                                                                  | —                                                                                  | —                                                                                  | UK67 (3 Wo.)UK                                                                     |
| 1983/84   | —                                                                                  | —                                                                                  | —                                                                                  | UK20 (6 Wo.)UK                                                                     |
| 1984/85   | —                                                                                  | —                                                                                  | —                                                                                  | UK47 (4 Wo.)UK                                                                     |
| 1985/86   | —                                                                                  | —                                                                                  | —                                                                                  | UK48 (5 Wo.)UK                                                                     |
| 1986/87   | —                                                                                  | —                                                                                  | —                                                                                  | UK71 (3 Wo.)UK                                                                     |
|           |                                                                                    |                                                                                    |                                                                                    |                                                                                    |
|           |                                                                                    |                                                                                    |                                                                                    |                                                                                    |
| 1989/90   | —                                                                                  | —                                                                                  | —                                                                                  | UK99 (1 Wo.)UK                                                                     |
| 1990/91   | —                                                                                  | —                                                                                  | —                                                                                  | UK93 (2 Wo.)UK                                                                     |
|           |                                                                                    |                                                                                    |                                                                                    |                                                                                    |
|           |                                                                                    |                                                                                    |                                                                                    |                                                                                    |
| 1998/99   | —                                                                                  | —                                                                                  | —                                                                                  | UK30 a (4 Wo.)UK                                                                   |
|           |                                                                                    |                                                                                    |                                                                                    |                                                                                    |
|           |                                                                                    |                                                                                    |                                                                                    |                                                                                    |
| 2006/07   | —                                                                                  | —                                                                                  | —                                                                                  | UK21 (6 Wo.)UK                                                                     |
| 2007/08   | —                                                                                  | —                                                                                  | —                                                                                  | UK20 (4 Wo.)UK                                                                     |
| 2008/09   | DE80 (2 Wo.)DE                                                                     | —                                                                                  | —                                                                                  | UK32 (5 Wo.)UK                                                                     |
| 2009/10   | —                                                                                  | —                                                                                  | —                                                                                  | UK35 (4 Wo.)UK                                                                     |
| 2010/11   | —                                                                                  | —                                                                                  | —                                                                                  | UK50 (4 Wo.)UK                                                                     |
| 2011/12   | —                                                                                  | —                                                                                  | —                                                                                  | UK33 (4 Wo.)UK                                                                     |
| 2012/13   | —                                                                                  | —                                                                                  | —                                                                                  | UK35 (4 Wo.)UK                                                                     |
| 2013/14   | —                                                                                  | —                                                                                  | —                                                                                  | UK49 (4 Wo.)UK                                                                     |
| 2014/15   | —                                                                                  | —                                                                                  | —                                                                                  | UK55 (4 Wo.)UK                                                                     |
| 2015/16   | —                                                                                  | —                                                                                  | —                                                                                  | UK55 (4 Wo.)UK                                                                     |
| 2016/17   | —                                                                                  | —                                                                                  | —                                                                                  | UK30 (4 Wo.)UK                                                                     |
| 2017/18   | DE96 (1 Wo.)DE                                                                     | —                                                                                  | —                                                                                  | UK16 (4 Wo.)UK                                                                     |
| 2018/19   | DE68 (1 Wo.)DE                                                                     | —                                                                                  | —                                                                                  | UK17 (4 Wo.)UK                                                                     |
| 2019/20   | DE66 (1 Wo.)DE                                                                     | —                                                                                  | —                                                                                  | UK19 (4 Wo.)UK                                                                     |
| 2020/21   | DE63 (1 Wo.)DE                                                                     | —                                                                                  | —                                                                                  | UK17 (6 Wo.)UK                                                                     |
| 2021/22   | DE70 (1 Wo.)DE                                                                     | —                                                                                  | —                                                                                  | UK21 (5 Wo.)UK                                                                     |
| 2022/23   | DE68 (1 Wo.)DE                                                                     | —                                                                                  | —                                                                                  | UK26 (5 Wo.)UK                                                                     |
| 2023/24   | DE61 (1 Wo.)DE                                                                     | AT73 (1 Wo.)AT                                                                     | CH99 (1 Wo.)CH                                                                     | UK32 (5 Wo.)UK                                                                     |
| 2024/25   | DE59 (1 Wo.)DE                                                                     | AT67 (1 Wo.)AT                                                                     | CH93 (1 Wo.)CH                                                                     | UK26 (5 Wo.)UK                                                                     |
| Insgesamt | DE4 (21 Wo.)DE                                                                     | AT67 (2 Wo.)AT                                                                     | CH93 (2 Wo.)CH                                                                     | UK1 (128 Wo.)UK                                                                    |

Version von The Metal Gurus

| Periode   | Höchstplatzierung, GesamtwochenChartsChartplatzierungen (Periode, Platzierungen, Wochen) |
| Periode   | UK                                                                                       |
| --------- | ---------------------------------------------------------------------------------------- |
| 1990/91   | UK55 (2 Wo.)UK                                                                           |
| Insgesamt | UK55 (2 Wo.)UK                                                                           |

Version von Tony Christie

| Periode   | Höchstplatzierung, GesamtwochenChartsChartplatzierungen (Periode, Platzierungen, Wochen) |
| Periode   | UK                                                                                       |
| --------- | ---------------------------------------------------------------------------------------- |
| 2005/06   | UK49 (3 Wo.)UK                                                                           |
| Insgesamt | UK49 (3 Wo.)UK                                                                           |

Slades Single Merry Xmas Everybody kam in Deutschland erstmals am 24. Dezember 1973 in die Singlecharts. Am 3. Januar 1974 erreichte sie hier mit Rang vier ihre höchste Notierung und platzierte sich zunächst elf Wochen in den Charts. Danach erreichte sie die deutschen Singlecharts erneut nach 34 Jahren in der Weihnachtssaison 2008/09 und wiederum regelmäßig seit der Weihnachtssaison 2017/18. Seit der Erstveröffentlichung platzierte sich Merry Xmas Everybody dort bislang für 16 Wochen. Zugleich wurde die Single für Slade zum zehnten Charterfolg sowie zum achten Top-10-Erfolg in Deutschland. Sie war nach Weiße Weihnacht (Gerhard Wendland mit Waldo Favre-Chor & Werner Müller mit dem RIAS Tanzorchester), Jingle Bells (Schlittenfahrt) (Peter Alexander) und Happy Xmas (War Is Over) (John & Yoko/Plastic Ono Band with the Harlem Community Choir) die vierte Weihnachts-Single, die die deutschen Singlecharts erreichte, und zugleich mit Rang vier auch die bis dato erfolgreichste Chart-Single, bis sie im Jahr 1978 von Boney M.’s Mary’s Boy Child – Oh My Lord abgelöst wurde.
In ihrer Heimat, dem Vereinigten Königreich, erreichte Merry Xmas Everybody ebenfalls die Höchstplatzierung im Zuge der Erstveröffentlichung. Die Single trat auf Rang eins in die britischen Charts und platzierte sich dort zunächst fünf Wochen an der Chartspitze, sechs Wochen in den Top 10 und neun Wochen insgesamt. 1973 war Merry Xmas Everybody der offizielle Weihnachts-Nummer-eins-Hit in Großbritannien. Dass das Lied sogar noch nach Weihnachten in den Charts blieb, sorgte für Verwirrung bei Holder, der sich fragte, warum es die Leute weiterhin kauften. Von der Weihnachtssaison 1980/81 bis 1986/87 schaffte es die Single am Ende des Jahres wieder über mehrere Wochen in die Charts, ebenso 1989/90 und 1990/91 sowie regelmäßig seit 2006/07. Bislang platzierte sich Merry Xmas Everybody 102 Wochen in den britischen Singlecharts, fünf Wochen davon an der Chartspitze und sechs Wochen in den Top 10. Die Single wurde seinerseits zum zehnten Charthit für Slade im Vereinigten Königreich. Die Band erreichte hiermit zum neunten Mal die Top 10 sowie zum sechsten Mal die Chartspitze. Es war ihre dritte Single, die direkt auf Rang eins einstieg.
Darüber hinaus erreichte Merry Xmas Everybody weitere Top-10-Platzierungen in Belgien (Rang drei in Flandern und Wallonien), den Niederlanden (Rang drei) und in Norwegen (Rang vier).

### Auszeichnungen für Musikverkäufe
Merry Xmas Everybody bekam in seiner Originalversion von Slade bislang einmal Platin im Vereinigten Königreich sowie ebenfalls einmal Gold in Dänemark verliehen. Laut der Official Charts Company zählt Merry Xmas Everybody mit über 1,3 Millionen verkauften Einheiten zu den meistverkauften Weihnachts-Singles im Vereinigten Königreich. Die Single wurde seinerzeit alleine in ihrer Heimat über eine Million Exemplare vorbestellt.
Merry Xmas Everybody (Slade)

| Land/Region                  | Auszeichnungen für Musikverkäufe (Land/Region, Auszeichnung, Verkäufe) | Verkäufe  |
| ---------------------------- | ---------------------------------------------------------------------- | --------- |
| Dänemark (IFPI)              | Gold                                                                   | 45.000    |
| Vereinigtes Königreich (BPI) | Platin                                                                 | 1.320.000 |
| Insgesamt                    | 1× Gold · 1× Platin ·                                                  | 1.365.000 |

### Nachwirkung und Coverversionen
Merry Xmas Everybody wird zur Weihnachtszeit regelmäßig in britischen Nachtclubs, im Fernsehen, Radio und in vielen Supermärkten gespielt. Außerdem ist es auf zahlreichen Weihnachtsalben und Slade-Kompilationen enthalten. Trotz seiner Popularität blieb der Titel der letzte Nummer-eins-Hit der Band. In der ersten Hälfte der 1980er Jahre war er jedes Jahr in den Charts, und wieder 1998 sowie jedes Jahr seit 2006. Peter Buckley beschreibt das Lied in The Rough Guide To Rock als „wohl die beste Weihnachtssingle aller Zeiten“. In den Vereinigten Staaten wird der Song nur selten gespielt, da er dort 1973 nicht als Single veröffentlicht wurde.
Im Jahr 2015 wurde geschätzt, dass Merry Xmas Everybody pro Jahr 500.000 £ an Tantiemen für die Autoren generiert. Dem Song wurde die Popularisierung des jährlichen Rennens um die UK Christmas Number One Single nachgesagt.
Aufgrund seines Erfolges wurde er von zahlreichen anderen Musikern und Bands gecovert und fand Eingang in den Kanon populärer und klassischer Weihnachtslieder. Er erscheint seit den 1980ern regelmäßig auf Weihnachtsalben verschiedener Interpreten oder wird live auf Konzerten um die Weihnachtszeit gespielt. Die folgende Liste gibt einige Coverversionen in chronologischer Reihenfolge wieder. Dabei gibt es sowohl Versionen, die sich sehr nah am Original orientieren, als auch etwa Punk- oder Metal-Cover sowie Lieder, bei denen das Original in andere Songs gesampelt wurde. Die folgende Liste zählt einige der bekanntesten Interpretationen auf:
- 1981 nahm die britische Working-Class-Oi!-Band The 4-Skins eine Version für die Various-Artists-Compilation Bollocks to Christmas auf.[49]
- 1987 spielte die britische Rockband The Cure das Lied live als letzten Song der letzten Zugabe ihres Drei-Nächte-Auftrittes in der Wembley Arena am 9. Dezember 1987, dem letzten Abend von The Kissing Tour.[50]
- 1990 veröffentlichte die Glam-Rock-Tribute-Band The Metal Gurus eine Coverversion des Songs als Wohltätigkeitssingle. Ihre Version wurde von Holder und Lea produziert und erreichte Platz 55 in Großbritannien. Die Verkäufe der Single brachten Erlöse für die Wohltätigkeitsorganisation Childline ein.[51][52]
- 1994 sang Kim McAuliffe, Gitarristin und Sängerin der Band Girlschool, das Lied für die Kompilation Metal Christmas. Begleitet wurde sie von mehreren weiteren bekannten Metalmusikern.[53]
- Im Jahr 1998 veröffentlichte das schwedische Dance-Duo Flush einen Dance-Remix unter dem Namen Slade vs Flush. Es erreichte Platz 30 in Großbritannien.[54][55]
- Ebenfalls 1998 erschien das Album Wir warten auf’s Christkind von Die Toten Hosen unter dem Bandnamen Die Roten Rosen, auf der das Lied gecovert wird.[56]
- Im Jahr 2000 nahm die britische Dance-Pop-Gruppe Steps eine Version für die Various-Artists-Kompilation Platinum Christmas auf.[57]
- Im Jahr 2002 nahm die britische Rockband Oasis eine akustische Version für die Various-Artists-Kompilation NME in Association with War Child Presents 1 Love auf.[58][59][60]
- 2005 nahm die Girlgroup Girls Aloud eine Coverversion als Schlusstrack auf der Bonus-Disc mit Weihnachtsliedern auf, die als limitierte Auflage ihres Albums Chemistry erschien.[61]
- 2005 coverte der britische Sänger Tony Christie das Lied und veröffentlichte es als Single auf Amarillo Records. Es erreichte Platz 49 in Großbritannien.[62][63]
- Ebenfalls 2005 erschien eine finnische Version des Sängers Menneisyyden Vangit mit dem Titel Hyvää Joulua Kaikille.[64]
- 2007 veröffentlichte die US-amerikanische Rockband R.E.M. ihre eigene Version des Liedes als Weihnachts-Fanclub-Single.[65]
- 2010 sang Glenn Gregory von Heaven 17 eine Akustikversion des Stücks in Paul Morleys Christmas Songs.[66]
- Im Jahr 2012 veröffentlichte die kanadische Rockband Sloan ihre eigene Version des Liedes als kostenlosen Download.[67]
- Die Beatsteaks spielten das Lied 2011 auf ihrem Album Boombox + X.[68]
- 2013 veröffentlichten die Leningrad Cowboys das Lied gemeinsam mit dem Chor der russischen Luftwaffe auf ihrem Album Merry Christmas.[69]
- Im Jahr 2015 coverte die US-amerikanische Rockband Train den Song für ihr Album Christmas in Tahoe.[70]
- Im Jahr 2017 coverte die US-amerikanische Rockband Cheap Trick den Song für ihr Album Christmas Christmas.[71]
- Im Jahr 2017 coverte die britische Progressive-Rock-Band IQ den Song auf ihrem limitierten Album Tales from a Dark Christmas.
- Am 1. November 2019 coverte der Singer-Songwriter Robbie Williams den Song für sein Album The Christmas Present. Darin tritt Jamie Cullum auf.[72]
- Am 15. November 2019 coverte die US-amerikanische Rockband I Dont Know How But They Found Me den Song auf ihrer EP Christmas Drag. Ein offizielles Musikvideo wurde drei Tage später veröffentlicht.[73]
- Am 11. Dezember 2020 coverte die englische Indie-Pop-Band Bastille den Song im Rahmen der Google Nest Audio Sessions.[74]
- Die Metalband Blind Guardian veröffentlichte das Lied ebenfalls 2020.[75]